# Polemoniòidies
Polemonioideae és una subfamília de plantes amb flors que pertany a la família Polemoniaceae, de l'ordre Ericals. Hom li adjudica una quinzena d'espècies, encara que la distribució taxonòmica està subjecta a canvis freqüents a mesura que milloren les anàlisis genètiques. Les distribucions en tribus d'aquesta subfamília han estat discutides entre els botànics; segons L.A.Johnson, es dividiria en les tribus Gilieae, Loeselieae, Phlocideae i Polemonieae.

## Gèneres
- Aliciella
- Allophyllum
- Collomia
- Eriastrum
- Gilia
- Gymnosteris
- Ipomopsis
- Langloisia
- Leptodactylon
- Linanthus
- Loeselia
- Loeseliastrum
- Microsteris
- Navarretia
- Phlox
- Polemonium